# Frygorymetr
Frygorymetr – przyrząd do pomiaru zdolności ochładzającej środowiska. Jest to metalowa kula podgrzewana od wewnątrz elektrycznością wyposażona w termostat i licznik energii elektrycznej. Na podstawie ilości zużytej energii oblicza się średnie ochładzanie w jednostce czasu.